# سینماهای هارکینز
سینماهای هارکینز (انگلیسی: Harkins Theatres) یک گروه سینمایی در کشور ایالات متحده آمریکا است.
این شرکت که در سال ۱۹۳۳ تأسیس شده دارای ۳۳ مجموعه سینمایی و ۵۰۱ سالن در ایالت‌های آریزونا، کالیفرنیا، کلرادو، اکلاهما و تگزاس است.